# Afrotysonia glochidiata
Afrotysonia glochidiata är en strävbladig växtart som först beskrevs av R. Mill, och fick sitt nu gällande namn av Robert Reid Mill. Afrotysonia glochidiata ingår i släktet Afrotysonia och familjen strävbladiga växter. Inga underarter finns listade i Catalogue of Life.